# Carlos Felipe de Albert de Luynes
Charles-Philippe d’Albert, IV duque de Luynes (París, 1695-Versalles, 2 de noviembre de 1758) fue un noble, cortesano y memorialista francés.

## Biografía
Fue uno de los hijos del matrimonio formado por Honoré-Charles d'Albert de Luynes (1669-1704), duque de Montfort y de Marie Anne Jeanne de Courcillon de Dangeau. Su padre era hijo de Charles-Honoré d'Albert (1646-1712). Por parte de madre, fue su abuelo el célebre memorialista Philippe de Courcillon, marqués de Dangeau conocido como Dangeau.
Tuvo otros hermanos y hermanas:
- Charlotte Mélanie d'Albert de Luynes (1696-1761), priora perpetua de la abadía benedictina de Montargis.
- Marguerite Eustachie d'Albert de Luynes (1697-1736), religiosa benedictina en la abadía de Montargis.
- Paul d'Albert de Luynes (1703-1788), prelado y hombre de letras que fue obispo de Beauvais (1729), después arzobispo de Sens (1753) y cardenal (1756).

Su padre murió en 1704, siendo sobrevivido por su abuelo paterno que viviría hasta 1712 cuando Charles-Philippe heredaría el título de duque de Luynes.
Como era tradicional en la nobleza europea de la época, siguió la carrera militar siendo nombrado mariscal de campo de un regimiento de caballería con su nombre (Luynes) en julio de 1717. Dos años después participaría con su regimiento a las órdenes del mariscal de Berwick (James Fitz-James, I duque de Berwick) durante su campaña en Cataluña en el marco de la Guerra de la Cuádruple Alianza.
Cinco años después, en 1723 y una vez alcanzada la edad requerida, sería recibido en el Parlamento de París como par de Francia (como duque de Luynes).
Fue amigo del duque de Saint-Simon y del presidente Hénault, ambos importantes memorialistas.
En 1735 comenzó a escribir unas memorias que continuaría hasta su muerte en 1758 y que constituyen una obra única para comprender la corte francesa en esos años, especialmente en cuestiones de etiqueta.
En 1735 su segunda esposa, Marie Brûlart sería nombrada dama de honor de la reina de Francia, Marie Leszczyńska, esposa de Luis XV de Francia.  Este nombramiento daría a los duque de Luynes una gran cercanía con la reina.
Murió en su castillo de Dampierre en 1758. Fue enterrado en la parisina iglesia de San Sulpicio, en la actual capilla de San Juan Evangelista antes conocida como capilla de Luynes, por ser patronato de su familia.

### Matrimonio y descendencia
Contrajo un primer matrimonio el 24 de febrero de 1710 con Luisa Leontina de Borbón-Soissons (1696-1721), princesa titular de Neuchatel, dejando la siguiente descendencia:
- Isabel Angélica (1715-1722).
- Carlos Luis (1717-1771), casado en dos ocasiones y que suceder.
- María Carlota (1719-1721).

El 13 de noviembre de 1732 volvería a contraer nupcias con Marie Brûlart (c. 1684-1763), aunque sin descendencia de este matrimonio.

## Títulos y órdenes

### Títulos
- IV Duque de Luynes (1712)
- V duque de Chevreuse (1704-1717), como heredero del título anterior y hasta el nacimiento de su hijo varón.

### Órdenes
- Caballero de la orden del Espíritu Santo (reino de Francia, 1 de enero de 1748).
- Caballero de la orden de San Miguel (reino de Francia, 1 de enero de 1748).

## Obras
Sus memorias comprenden los años entre 1735 y 1758. Según el amigo de Luynes, Hénault, sus memorias son una continuación de las de su abuelo materno, Dangeau. Fueron publicadas entre 1860 y 1865 en París por su bisnieto Honoré Théodoric d'Albert de Luynes, VIII duque de Luynes, en 17 volúmenes.

### Individuales
1. ↑  «Mémoires du duc de Luynes sur la cour de Louis XV (1735-1758)». Cour de France (en francés). Consultado el 8 de febrero de 2024.